# Herrenhaus Röcknitz

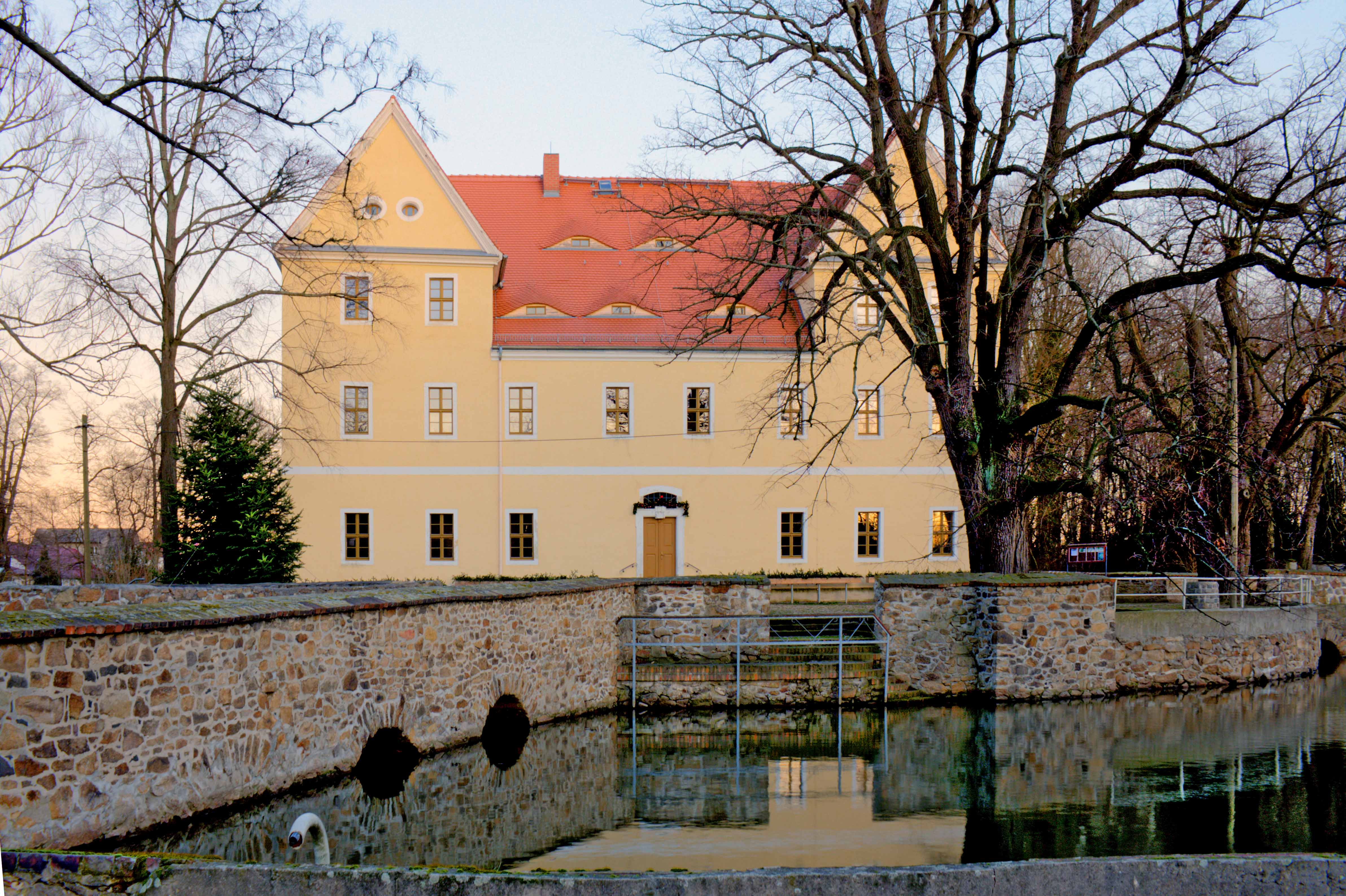
Herrenhaus Röcknitz Frontseite

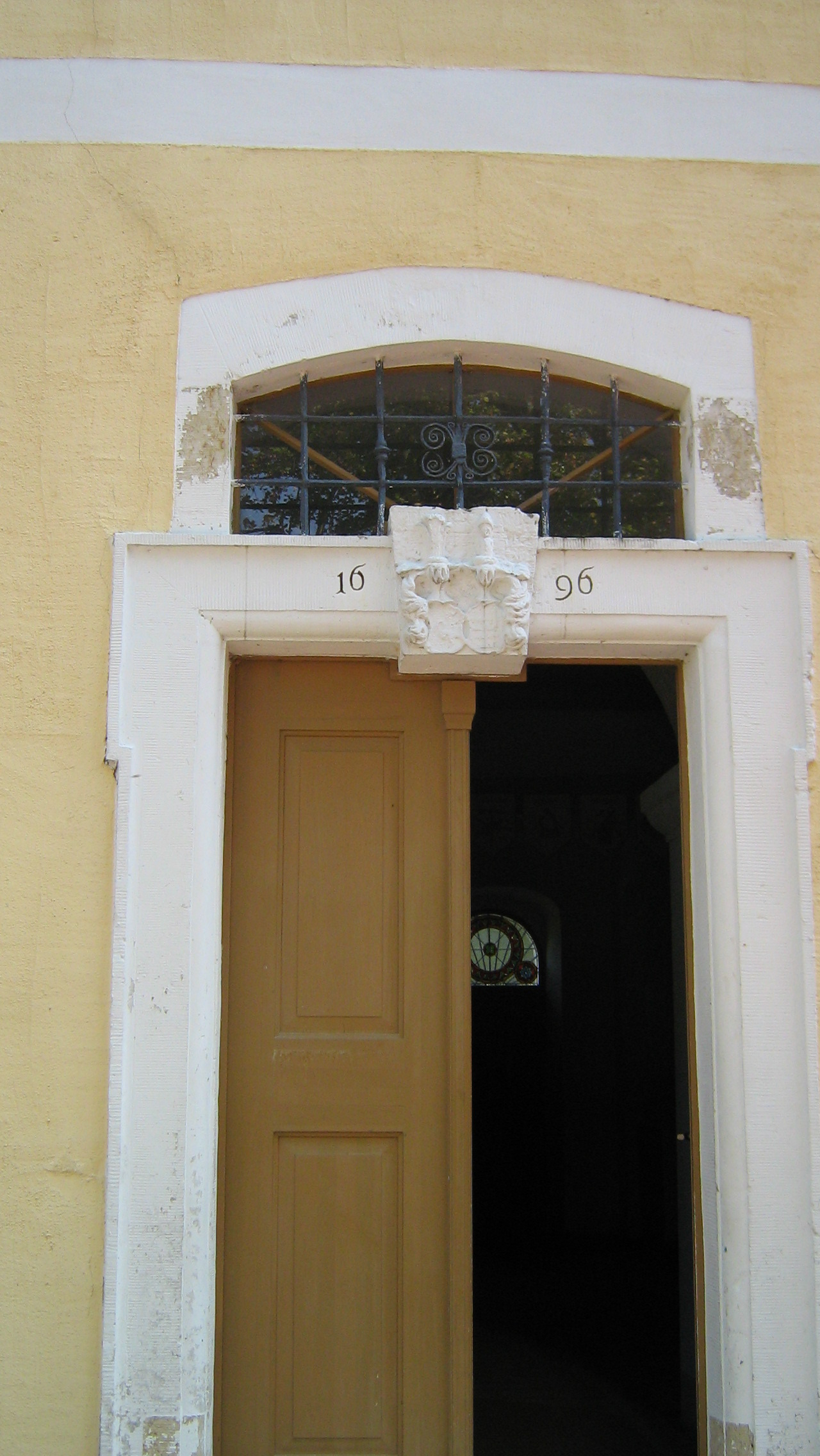
Portal mit Allianzwappen von Plötz – von Birkholtz

Das Herrenhaus Röcknitz ist ein als Wasserburg angelegter Bau im Thallwitzer Ortsteil Röcknitz in Sachsen. So befindet sich auf der Westseite immer noch ein großer Teich zwischen den beiden Zugangsbrücken.

## Anlage
Das Haus selbst ist ein schlichter, rechteckiger, zweigeschossiger, achtachsiger, vollunterkellerter Bau im Stile der Frührenaissance in Nord-Süd-Ausrichtung, welchem giebelständig jeweils zwei zweiachsige Zwerchhäuser aufgesetzt sind (zwei jeweils auf der Ost- und der Westseite). Dadurch erscheinen die Giebel dreigeschossig. Der Hauptkorpus ist mit einem zweigeschossigen Satteldach gedeckt, welches beidseits im unteren Bereich drei und im oberen Bereich zwei Ochsenaugen aufweist. Die vier Zwerchhäuser tragen jeweils ein eingeschossiges Satteldach und die Zwerchgiebelfronten werden von je zwei runden, horizontal angeordneten Giebelfenstern durchbrochen. An der Westseite ist ein Wappen mit der Jahreszahl 1696 zu erkennen. Im Wappen sind ein Schwan und drei Hüte mit Birkenhahnfedern zu erkennen. Der Schwan steht dabei für die Familie von Plötz und die drei Hüte für die Familie von Birkholtz. Diese stehen für die Herrschaften Joachim von Plötz und Katharina Agnes von Birkholtz, die am 20. November 1670 heirateten. Der Zugang erfolgt durch zwei auf Höhe der Mittelachse des Hauses sich gegenüber liegender Portale – je eines auf der West-(der Hof-) und der Ostseite (der Parkseite). Diese führen in die große Diele, welche den gesamten mittleren Bereich des Erdgeschosses einnimmt. Hier befindet sich ein großer Kamin, die Zugänge zu den Giebelzimmern des Erdgeschosses, sowie Treppen in die Obergeschosse und in die Kellergewölbe. Die oberen Geschosse befinden sich durch diverse Nutzungen und Umbauten des 20. Jahrhunderts nicht mehr im Originalzustand, wurden aber in den letzten Jahren wieder restaurativ an diesen herangeführt. In den Kellergewölben befindet sich unter anderem ein Brunnen, welcher die interne Wasserversorgung sicherstellen sollte. Dem Hauptgebäude ist westlich ein kleiner innerer Hof vorgelagert, der über eine südliche und eine westliche, jeweils dreijochige Steinbogenbrücke erschlossen, und von einer niedrigen Natursteinmauer eingefriedet wird.
Herrenhaus wie innerer Hof sind von einem etwa 10 bis 20 Meter breiten Graben umgeben, der, von drei natürlichen Quellen gespeist, einst wassergefüllt war. Obwohl die Zuläufe zwischenzeitlich teilweise kanalisiert sowie der Graben trockengelegt und teilverfüllt wurde, zeichnet er sich noch immer deutlich im Geländerelief ab. Die Bögen der Brücken wurden vermauert bzw. mit einem Wehr versehen, so dass der dazwischen liegende südwestliche Teil des Grabens, welcher von einer der drei Quellen gespeist wird, noch immer wassergefüllt ist. Er dient der Ortsfeuerwehr als Löschwasserteich. Ursprünglich dürfte der Adelssitz damit den Charakter eines Festen Hauses besessen haben.
Dem Komplex aus Herrenhaus und innerem Hof ist westlich des Grabens ein von mehreren großen Wirtschaftsgebäuden eingefasster Gutshof vorgelagert. Auf der Ostseite befindet sich ein großer Park im englischen Stil. Abgesetzte Gebäude wie Kavalierhaus, „Polenhäuser“ und Gärtnerhäuschen wurden parzelliert und werden zu Wohnzwecken genutzt.

## Geschichte
Das Herrenhaus Röcknitz stammt wahrscheinlich aus der Mitte des 15. Jahrhunderts. Hans von Broda auf Röcknitz bezog im Jahre 1465 14 Groschen Jahreszins aus Czoch, dem heutigen Zwochau. 1495 war Georg von Waren im Rittergut Röcknitz. Neben dem Rittergut existierte um 1500 noch ein zum Domstift Meißen gehörendes Gut in Röcknitz, das später teilweise als Schäferei genutzt wurde. Im 16. Jahrhundert gehörte das Gut den von Nitzschwitz. Es folgten einander einige kurzzeitige Besitzer und ab 1622 Christian Zoch aus Zwochau; die von Zoch behielten es dann bis 1687.

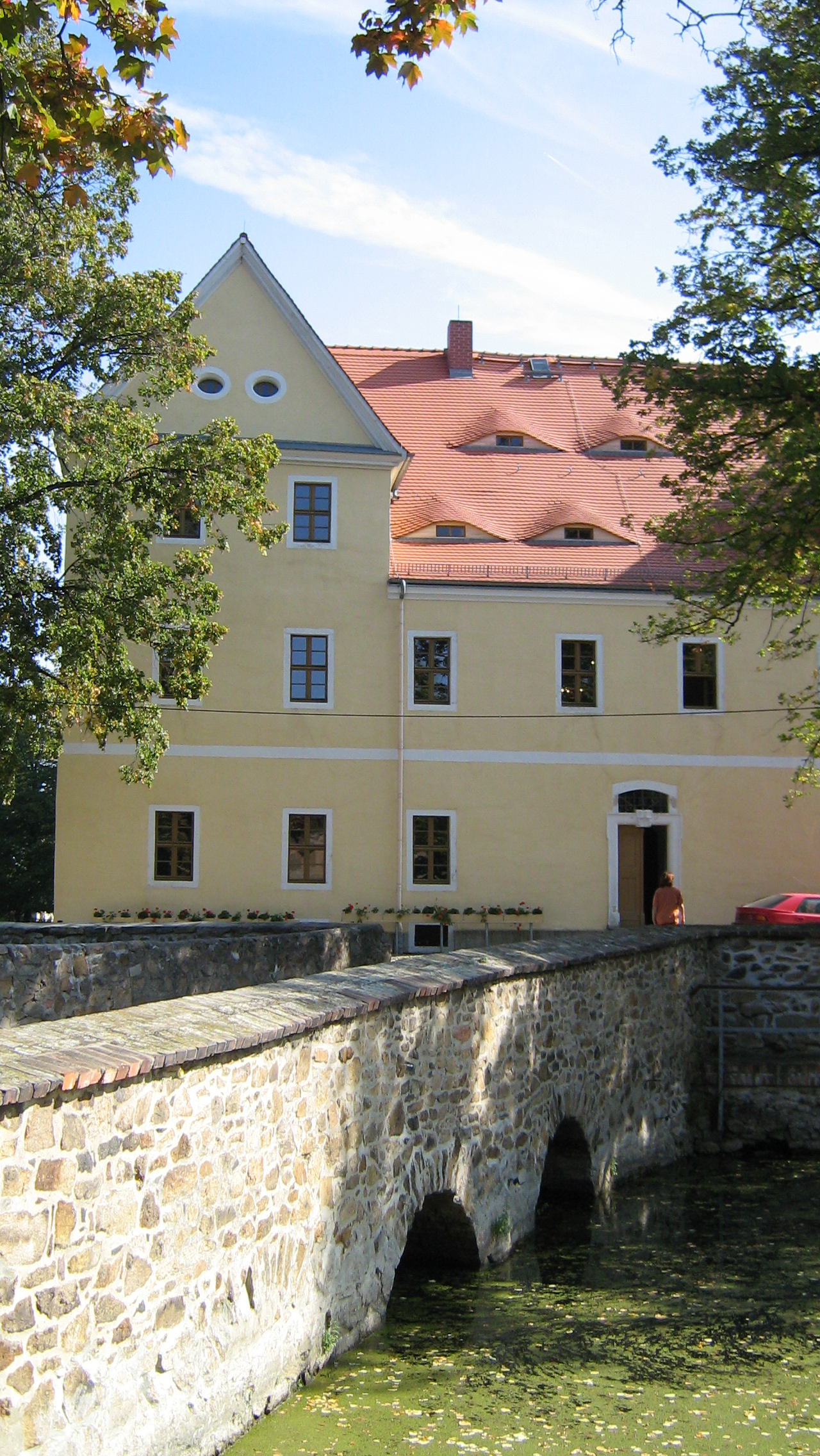
Herrenhaus Röcknitz Zugang über die westliche Brücke

1687 wurde Joachim von Plötz Herr auf Rittergut Röcknitz. Er kaufte auch das Rittergut Treben von dem damaligen Besitzer Geheimrat von Bünau und vereinigte es mit dem Rittergut Röcknitz. Am 22. November des gleichen Jahres wurde er auf Befehl des Kurfürsten als Patron mit dem Titel Landkammer- und Bergrat in Röcknitz und Treben eingesetzt. Das Patronatsrecht kam nach 117 Jahren vom Kurfürsten nach Röcknitz zurück. Im Jahr 1696 wurde das jetzige Herrenhaus von Joachim von Plötz in einfach edlem Stil neu hergerichtet. Nach dem Tod des Joachim von Plötz wurde das Patronatsrecht wieder eingezogen und das Gut ging 1718 über dreißig Jahre lang an den Oberwachtmeister Karl Reinhard von Hartitzsch.
Ab 1750 folgten einander die von Haudring und von Fuchs. Im Jahr 1872 kaufte der Königliche Kammerherr Freiherr Karl Alfred von Wächter das Rittergut Röcknitz, ein Sohn des Juristen und Rektors der Universitäten Tübingen und Leipzig, Karl Georg von Wächter, der in Röcknitz begraben liegt. Nach Wächters Tod 1914 wurde es an die Gebrüder Bautzmann für 500.000 Mark verkauft. Die Gebrüder Bautzmann mussten das Gut schon 1917 wieder an Kommerzienrat Dr. Arthur Köpp verkaufen, den Gründer der Vasenol-Werke in Leipzig. Er zahlte für das Rittergut 1,5 Millionen Mark und verpachtete das Gut. Sein Sohn Heinrich übernahm 1935 das Rittergut, wohnte jedoch nicht mehr im Herrenhaus. Nach dem Zweiten Weltkrieg ging Heinrich Köpp nach Oberndorf am Neckar.

## Neuzeit
Das Obergeschoss des Herrenhauses wurde im Jahr 1954 von dreizehn Flüchtlingsfamilien aus Ostpreußen und Schlesien bewohnt. Für diese wurde ein Erker angebaut, und an der nördlichen Außenwand entstand 1947 ein Sanitärtrakt. Das Erdgeschoss und die erste Etage wurden als Berufsschule, Kindergarten, Schulhort und als Büroräume der BHG genutzt. Hier befanden sich eine Bauernstube, die Bücherei, der Seniorentreff, ein Kosmetiksalon, ein Jugendzimmer und eine Wäscherolle. Der letzte Bewohner verließ 1997 das Gebäude, worauf es leer stand und zum Abriss freigegeben wurde.
Die Vertreter des Gemeinderates Röcknitz beschlossen 1999 die Erhaltung des Herrenhauses, und im Jahr 2000 begannen umfangreiche Sanierungsarbeiten am und im Herrenhaus des Röcknitzer Rittergutes. So wurde der angebaute Sanitärtrakt wieder abgerissen und Zwischenwände wurden herausgerissen.
Pfingsten 2000 wurde das Erdgeschoss des Herrenhauses feierlich übergeben. Im September 2000 erfolgte die Übergabe des großen Raumes im Herrenhaus. Das Haus wird seitdem für den Röcknitzer Herrenhausmarkt, Galerien und andere Veranstaltungen genutzt. Es besteht auch die Möglichkeit, Räumlichkeiten für Feierlichkeiten anzumieten.